# SSSPM J1549-3544
SSSPM J1549-3544 (2MASS J15484023-3544254) es una estrella en la constelación de Lupus, el lobo, con un gran movimiento propio.
El gran movimiento propio de SSSPM J1549-3544 fue descubierto en 2003 en un estudio de las imágenes tomadas por SuperCOSMOS Sky Surveys y por los estudios 2MASS y DENIS en el infrarrojo cercano.
Inicialmente se pensó que SSSPM J1549-3544 era una enana blanca fría, con una temperatura efectiva inferior a 4500 K, situada a 4 parsecs de distancia, siendo la enana blanca de estas características más próxima al sistema solar.
Sin embargo, posteriores estudios espectroscópicos parecen indicar que SSSPM J1549-3544 es en realidad una estrella subenana de tipo espectral sdK5 muy pobre en metales. Su movimiento a través del espacio es característico de una estrella del halo atravesando a gran velocidad las cercanías del sistema solar. Asumiendo que, por ser una subenana, su magnitud absoluta puede estar dos magnitudes por debajo del de una enana naranja de tipo K5 de la secuencia principal, su distancia respecto al sistema solar puede ser de 372 años luz. Dada la incertidumbre en su distancia, podría estar entre las estrellas más rápidas encontradas hasta ahora.